# Seleção Andaluza de Futebol
A Seleção Andaluza de Futebol representa a Andaluzia, uma comunidade autónoma localizada na região meridional de Espanha. Por não estar filiada à FIFA nem à UEFA, não pode disputar Eliminatórias de Copa do Mundo ou de Eurocopas, jogando apenas amistosos.

## Quadro de partidas e resultados
| Data                   | Lugar                | Equipe local | Rival                     | Resultado |
| ---------------------- | -------------------- | ------------ | ------------------------- | --------- |
| 1965                   | Sevilha              | Andaluzia    | Paraguai                  | 5-1       |
| 8 de maio de 1990      | Sevilha              | Andaluzia    | Uruguai                   | 1-1       |
| 31 de maio de 1990     | Cádis                | Andaluzia    | Iugoslávia                | 0-0       |
| 22 de dezembro de 1998 | Sevilha              | Andaluzia    | Seleção da Liga Espanhola | 2-0       |
| 28 de dezembro de 1999 | Granada              | Andaluzia    | Estônia                   | 1-0       |
| 22 de dezembro de 2000 | Córdoba              | Andaluzia    | Marrocos                  | 2-0       |
| 17 de maio de 2001     | Vélez Málaga         | Andaluzia    | Iraque                    | 3-1       |
| 27 de dezembro de 2001 | Sevilha              | Andaluzia    | Tunísia                   | 3-3       |
| 27 de dezembro de 2002 | Málaga               | Andaluzia    | Chile                     | 3-2       |
| 27 de dezembro de 2003 | Huelva               | Andaluzia    | Letônia                   | 1-0       |
| 29 de dezembro de 2004 | Sevilha              | Andaluzia    | Malta                     | 0-0       |
| 1 de junho de 2005     | Sevilha              | Sevilla FC   | Andaluzia                 | 2-4       |
| 28 de dezembro de 2005 | Cádis                | Andaluzia    | China                     | 4-1       |
| 27 de dezembro de 2006 | Sevilha              | Andaluzia    | Peace Team                | 3-1       |
| 27 de dezembro de 2007 | Jerez de la frontera | Andaluzia    | Zâmbia                    | 4-1       |
| 27 de dezembro de 2008 | Jaén                 | Andaluzia    | Quênia                    |           |